# アクシャイ・クマール
アクシャイ・クマール（Akshay Kumar、1967年9月9日 - ）は、インドのボリウッドで活動する俳優、映画プロデューサー、マーシャルアーツ指導者。1990年代に最も成功を収めたボリウッド俳優の一人であり、100本以上の映画に出演し、そのうち52本の映画が興行的な成功を収めている。この実績により、彼はボリウッドで最も人気のある俳優の地位を確立している。また、スタント俳優としても活動しており、出演作の多くで危険なスタントを行うことから「インドのジャッキー・チェン」と呼ばれている。
2009年にハリ・オーム・エンターテインメント、2012年にグレイジング・ゴート・ピクチャーズという2つの映画製作会社を設立している。2019年に世界で4番目に出演料が高額な俳優に選ばれており、インドで最も出演料が高額な俳優にも選ばれた。

## 生い立ち

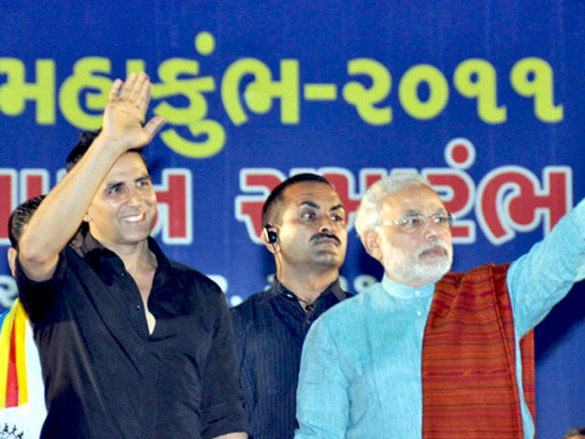
アクシャイ・クマールとナレンドラ・モディ

パンジャーブ州アムリトサルのパンジャーブ人ハリ・オーム・バティアとアルナ・バティアの息子として生まれる。父はインド陸軍の将校だった。アクシャイは幼少期からスポーツに興味があり、父もレスリングを好んだ。彼は幼少期をチャンドニー・チョークで過ごし、父がUNICEFの会計士として活動するため退役したのに合わせてムンバイに移住した。直後に妹が生まれ、一家はムンバイ中心部のパンジャーブ人居住地域グル・テーガ・バハードゥル・ナガルに移った。アクシャイはドン・ボスコ高等学校に入学し、同時期に空手を学んだ。その後、グル・ナナック・カースラ芸術・科学・商業大学に進学したものの、勉学に興味が持てずに退学している。アクシャイは父にマーシャルアーツを学びたいと伝え、父はアクシャイをタイ王国に留学させるために資金を工面した。その後、彼はバンコクに5年間留学してムエタイを学んだ。妹にはアルカ・バティアがいる。アクシャイは10代のころ、父から将来の夢について聞かれ、その時点で俳優になることを伝えていた。
インドにいる間にテコンドーの黒帯を取得しており、バンコクでムエタイを学んだ後はシェフ・ウェイターとして働いた。タイ王国で働いた後、アクシャイはコルカタの旅行代理店、ダッカのホテル、デリーなどでジュエリーを販売した。ムンバイに帰郷後はマーシャルアーツの指導を始めた。
この間、門下生の父親であるモデル・コーディネーターがモデリングの候補としてアクシャイを推薦し、彼は家具のショールームのモデルに抜擢された。彼は撮影に参加した2日間で、マーシャルアーツ指導者としての月給を上回る収入を得たことで、モデルの仕事を選んだ。彼は最初の撮影のためにジャーヤシュ・シスの助手として18か月間働き、同時に映画のバックグラウンドダンサーとしても働いた。ある日、アクシャイはバンガロールでの広告撮影に向かう飛行機に乗り損ね、失望した彼はそのままポートフォリオを携えて映画スタジオに向かった。その夜にプラモード・チャクラボルティーの『Deedar』の主役に起用された。

## キャリア

### 1991年 - 1999年

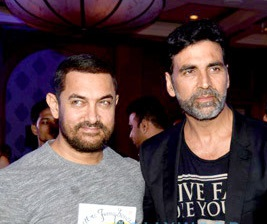
アーミル・カーンとアクシャイ・クマール

1991年に『Saugandh』で主役に起用され、ラーキー・グルザール、シャンティプリヤーと共演した。同年8月には『Dancer』に出演し、同作は批評家から酷評された。1992年にアッバス＝ムスタンの『Khiladi』に出演し、同作で演じたラージ・マルホートラは彼にとってのブレイクスルー・ロールとなった。同年4月には『007シリーズ』に基づいたラージ・N・シッピーの『Mr. Bond』で主役を務め、8月には『Deedar』に出演するが興行成績は振るわなかった。1993年には『Vishnu Vijaya』でヴィシュヌヴァルダン、アシュウィニー・バーヴ、アーシュトーシュ・ラーナーと共演したが、この年に出演した作品（『Dil Ki Baazi』『Kayda Kanoon』『Waqt Hamara Hai』『Sainik』）は全ても興行的には振るわなかった。1994年は『Main Khiladi Tu Anari』（『ハード・ウェイ』のリメイク）、『Mohra』で警察官を演じ、『Mohra』は同年最も興行的に成功した映画の一つとなった。同年5月に『Yeh Dillagi』でカジョールと共演し、フィルムフェア賞 主演男優賞、スター・スクリーン・アワード 主演男優賞にノミネートされた。この他にも『Suhaag』『Elaan』でも成功を収め、アクシャイはこの年最も成功を収めた俳優の一人となった。1994年に出演した長編映画作品の本数は11本だった。
1995年にウメーシュ・メーラの『Sabse Bada Khiladi』で1人2役を演じ、興行的な成功を収めた。1996年には『Khiladiシリーズ』の第4作『Khiladiyon Ka Khiladi』でレーカー、ラヴィーナー・タンダンと共演し、興行的な成功を収めた。しかし、アクシャイは同作の撮影中に負傷し、アメリカ合衆国で治療を受けている。1997年にヤシュ・チョープラーの『Dil To Pagal Hai』でシャー・ルク・カーン、マドゥリ・ディークシット、カリシュマ・カプールと共演し、フィルムフェア賞 助演男優賞にノミネートされた。同年10月にデーヴィド・ダワンの『Mr. and Mrs. Khiladi』でジューヒー・チャーウラーと共演したが、同作は過去の『Khiladiシリーズ』と比べて興行的に大きく失敗した。次の出演作も興行的に失敗し、アクシャイのキャリアは大きく後退した。1999年には『International Khiladi』でトゥインクル・カンナーと共演したが、興行成績は平均的な結果に終わっている。続いて出演した『Sangharsh』『Jaanwar』では、演技を批評家から絶賛された。『Sangharsh』の興行成績は振るわなかったが『Jaanwar』は興行的に成功を収め、アクシャイのキャリア復活の契機となった。

### 2000年 - 2006年
2000年にプリヤダルシャンの『Hera Pheri』でパレーシュ・ラーワル、スニール・シェッティと共演した。同作はマラヤーラム語映画『Ramji Rao Speaking』のリメイクであり、興行的に大きな成功を収めたことでアクシャイのキャリアのターニングポイントになった。同年8月にはダルメシュ・ダルシャンの『Dhadkan』した。同作の興行成績は平均的な結果だったが、アクシャイの演技は高く評価された。Rediff.comはアクシャイを「ディレクターズ・アクター」と評し、「彼が自分の役に必死に取り組んだことは明らかである」と批評している。同年12月に出演したニーラジ・ヴォラの『Khiladi 420』では滑走する飛行機に飛び乗り、1000フィート上空を飛行する飛行機の翼に立ち熱気球に飛び乗るスタントを行った。2役を演じたアクシャイの演技について、タラン・アダルシュは「彼は暗い影のある役を見事に演じたが、後半は軟派なものになりました。それにも関わらず、『Khiladi 420』は彼にとって最高のパフォーマンスの一つです」と批評している。2001年にスニール・ダルシャンの『Ek Rishtaa: The Bond of Love』に出演し、演技を高く評価された。同年9月に出演したアッバス＝ムスタンの『Ajnabee』では悪役を演じ、サリタ・タンワルは「彼はバッドガイを見事に演じた」と批評している。アクシャイは同作の演技でフィルムフェア賞 悪役賞、国際インド映画アカデミー賞 悪役賞を受賞した。
2002年にダルメシュ・ダルシャンの『Haan Maine Bhi Pyaar Kiya』に出演し、同年4月には『ブラインド・ミッション』でアミターブ・バッチャン、アルジュン・ラームパール、アディティヤ・パンチョリ、スシュミタ・セン、パレーシュ・ラーワルと共演し、アクシャイは演技を高く評価された。同年6月にヴィクラム・バットの『Awara Paagal Deewana』に出演し、Rediff.comは『Hera Pheri, Ek Rishtaa – The Bond of Love』『ブラインド・ミッション』の演技で見られた誠実さと迫力が「欠けているように見える」と批評している。同年8月にラージクマール・コーリの『Jaani Dushman: Ek Anokhi Kahani』でマニーシャ・コイララ、スニール・シェッティ、サニー・デーオール、アーフターブ・シヴダーサーニー、アルシャード・ワールシー、アディティヤ・パンチョリ、アルマーン・コーリと共演した。同作はラージクマール・コーリが1976年に製作した『Nagin』のリメイクであり、批評家からは酷評された。タラン・アダルシュは「ムニシュ（アルマーン）・コーリとアクシャイ・クマールのみがインパクトを残した」と批評している。2003年にスニール・ダルシャンの『Talaash: The Hunt Begins...』でカリーナ・カプールと共演した。タラン・アダルシュは「アクシャイ・クマールは平凡な凡人です。その役は、彼に他の異なる事柄を試す余地を与えなかった」と批評している。同年5月にラージ・カンワルの『Andaaz』でプリヤンカー・チョープラー、ララ・ダッタと共演した。同作は賛否両論となったが、興行的に大きな成功を収めた。
2004年にラージクマール・サントーシの『Khakee』でアミターブ・バッチャン、アジャイ・デーヴガン、アイシュワリヤー・ラーイと共演した。アクシャイの演技は高く評価され、フィルムフェア賞 助演男優賞にノミネートされた。同年5月に『Police Force: An Inside Story』でラヴィーナー・タンダン、アムリーシュ・プリー、ラージ・バッバルと共演したが、主演女優のラヴィーナー・タンダンとアクシャイが意見対立したため製作が遅れた。同作は批評家から酷評された。同年6月にマドゥール・バンダルカルの『Aan: Men at Work』で警察官を演じ、7月にはデヴィッド・ダワンの『Mujhse Shaadi Karogi』でサルマーン・カーン、プリヤンカー・チョープラーと共演し、同作は肯定的な評価を得た。タラン・アダルシュは「アクシャイ・クマールは天啓である……彼は以前の作品を凌ぐ仕事をした。彼のタイミングは素晴らしく、彼の悪を運び去るパーソナリティは今後数日の間に人々に語られるだろう」と批評しており、アクシャイはフィルムフェア賞 助演男優賞、フィルムフェア賞 コメディアン賞にノミネートされた。この他に『Aitraaz』『Meri Biwi Ka Jawaab Nahin』に出演している。『Aitraaz』ではプリヤンカー・チョープラー演じる女性上司に無実のセクハラの罪で訴えられる男性を演じた。同作はコービー・ブライアントのレイプ・スキャンダルに着想を得て製作されており、アクシャイは出演した映画の中で最も大胆な作品だったと語っている。『Meri Biwi Ka Jawaab Nahin』ではシュリデヴィと共演しており、1994年に撮影が始まり2004年に公開された。
2005年にダルメシュ・ダルシャンの『Bewafaa』でカリーナ・カプールと共演した。同作は賛否両論となったが、アクシャイの演技は高く評価された。アヌパマ・チョープラーは「カリーナ・カプールとアクシャイ・クマールが突出していた」、タラン・アダルシュは「アクシャイ・クマールはグローブのように彼にフィットした役を上手く演じている」と批評している。同年中旬に『Waqt: The Race Against Time』『Garam Masala』に出演した。『Waqt: The Race Against Time』ではアクシャイの演技は賛否両論となったが、興行的には成功を収めた。『Garam Masala』でも興行的な成功を収め、フィルムフェア賞 コメディアン賞を受賞している。同月下旬には『Deewane Huye Paagal』『Dosti: Friends Forever』に出演し、両作とも好意的な評価を得ている。
2006年初旬は『Family』『Mere Jeevan Saathi』『Humko Deewana Kar Gaye』に出演し、同月6月には『Phir Hera Pheri』に出演し、興行的な成功を収めた。同年10月に『Jaan-E-Mann』でサルマン・カーン、プリーティ・ジンタと共演した。同作は批評家から高く評価されたものの、興行的には振るわなかった。同年12月には『Bhagam Bhag』に出演し、Rediff.comはアクシャイを「リアルなヒーロー」と批評しており、興行的にも成功を収めた。

### 2007年 - 2011年
2007年はアクシャイのキャリアの中で最も成功した年であり、興行収入アナリストは「4本の記録的ヒット作と失敗作ゼロを記録し、恐らく俳優のキャリアの中で最高の年である」と指摘している。この年最初に出演したヴィプル・アムルトラール・シャーの『Namastey London』は興行的な成功を収め、アクシャイはフィルムフェア賞 主演男優賞にノミネートされた。タラン・アダルシュは「映画の凄まじい描写により、数百万人の心を掴むことは間違いないでしょう」と批評している。また、カトリーナ・カイフとの掛け合いも高く評価されており、ザ・タイムズ・オブ・インディアのニカト・カーズミーは2人の掛け合いを「爽快」と表現している。続いて出演した『Heyy Babyy』『Bhool Bhulaiyaa』も興行的な成功を収めた。アクシャイは両作でヴィディヤー・バーランと共演している。同年12月に出演したアニーズ・バーズミーの『Welcome』はブロックバスターを記録し、アクシャイ主演作の5本続けてのヒット作となった。また、この年に公開されたアクシャイ主演作は全て海外市場でも興行的に成功している。同年11月にはファラー・カーンの『恋する輪廻 オーム・シャンティ・オーム』にゲスト出演した。
2008年にヴィジャイ・クリシュナ・アーチャールヤの『Tashan』で11年振りにヤシュ・ラージ・フィルムズ製作作品に出演した。同作はボリウッド・ハンガマの世論調査では「今年最も期待される映画」に選ばれ、国内興行収入は2億7900万ルピーを記録した。同年8月にアニーズ・バズミーの『Singh is Kinng』でカトリーナ・カイフと共演した。同作は興行的に大きな成功を収め、公開初週の興行成績は『恋する輪廻 オーム・シャンティ・オーム』が維持していた記録を更新した。同年12月にはアニメーション映画『Jumbo』で声優を務めた。同年7月からはテレビ番組『Fear Factor: Khatron Ke Khiladi』で司会に選ばれ、2009年の第2シーズンまで務めた。
2009年にニキル・アドヴァーニーの『チャンドニー・チョーク・トゥ・チャイナ』でディーピカー・パードゥコーンと共演したが、同作は批評家から酷評され、興行的にも失敗している。同年4月にナゲシュ・ククノールの『8 x 10 Tasveer』に出演した。同作は興行的には失敗したが、アクシャイの演技は高く評価されスターダスト・アワード 主演男優賞を受賞した。同年7月にはサビール・カーンの『スタローン in ハリウッド・トラブル』に出演した。同作はロサンゼルスのユニバーサル・スタジオ・ハリウッドで撮影された最初のインド映画となった。批評家からは酷評されたものの、興行収入は8億5000万ルピーを記録している。同年10月に出演した『Blue』も批評家からは酷評されたが、興行収入は4億2000万ルピーを記録している。同年11月にプリヤダルシャンの『De Dana Dan』に出演し、同作は賛否両論となった。
2010年にサジード・カーンの『ハウスフル』に出演し、同作は当時の歴代オープニング週末興行成績第2位を記録した。同年7月にプリヤダルシャンの『Khatta Meetha』に出演したが、批評家からは酷評され、興行収入も平均的な結果に終わっている。ラジーヴ・マサンドは同作を「統合失調症映画」と表現している。同年11月に出演した『Action Replayy』は興行的に失敗し、批評家からも酷評されている。同年12月に出演した『Tees Maar Khan』も興行的に失敗し、批評家からも酷評された。
2011年初旬は『Patiala House』『Thank You』に出演し、11月にはローヒト・ダワンの『Desi Boyz』でジョン・エイブラハム、チトランガダー・シン、ディーピカー・パードゥコーンと共演した。また、同月公開の『Breakaway』ではプロデューサーを務め、『トランスフォーマー/ダークサイド・ムーン』のヒンディー語吹替版ではオプティマス・プライムを演じた。

### 2012年 - 2015年

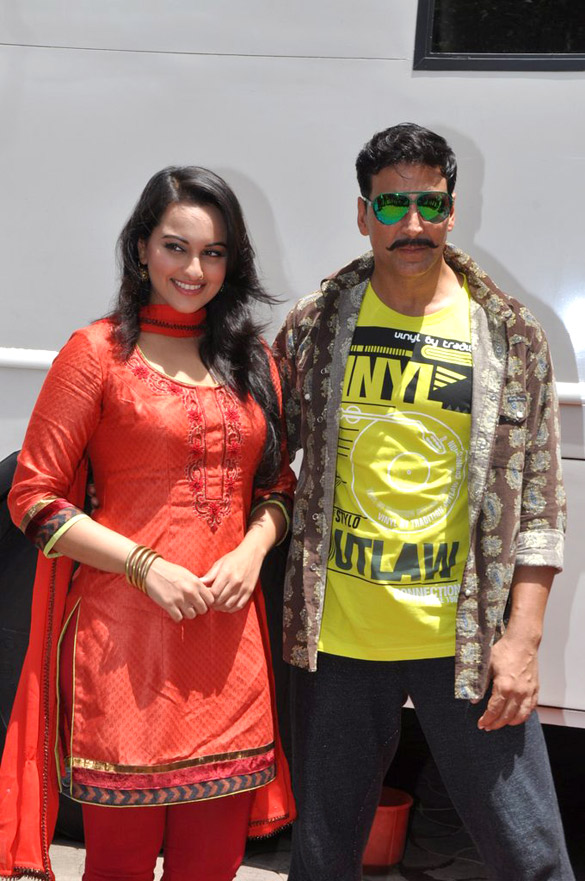
『Rowdy Rathore』プロモーション中のアクシャイ・クマール、ソーナークシー・シンハー

2012年に『ハウスフル』の続編『ハウスフル2』に出演した。同作は賛否両論となったが、興行的に大きな成功を収めた。また海外市場でも成功を収め、ニュージーランドではボリウッド映画史上最高額の興行成績を記録した。同年6月にプラブ・デーヴァの『Rowdy Rathore』でソーナークシー・シンハーと共演した。同作は13億ルピー以上の興行収入を記録するブロックバスター映画となり、両作とも興行収入10億ルピー以上を記録した。『ハウスフル2』ではアクシャイの演技が高く評価された。同年8月に『Joker』に出演した。同作はアクシャイの100本目の出演作と宣伝されたが、彼自身は100本目は別の映画だったと語っている。同年9月には『オーマイゴッド 〜神への訴状〜』でパレーシュ・ラーワルと共にプロデューサー・主演を務めた。同作は口コミで人気を集め、スーパーヒットを記録した。同年12月に出演した『Khiladi 786』は批評家から酷評されたが、国内興行収入7億ルピーを記録するセミヒットとなった。
2013年に『スペシャル26』に出演し、同作は好意的な評価を集め興行的にも成功している。同作は批評的・興行的に成功を収めたが、トレード・アナリストは映画の良質なコンテンツとアクシャイの知名度を考慮すれば、より良い成績を残せただろうと分析している。同年8月公開の『ワンス・アポン・ア・タイム・イン・ムンバイ2』では、監督のミラン・ルトリアから名指しでショーアイブ・カーン（ダウード・イブラヒムを基にしたキャラクター）役に起用された。しかし、同作の興行成績は平均以下となり、Box Office Indiaでは「失敗」と判定されている。批評家からは賛否両論となったが、アクシャイの演技は大多数の批評家から絶賛され、ジー・シネ・アワード 悪役賞にノミネートされた。同年8月に『Boss』でシヴ・パンディット、アディティ・ラーオ・ハイダリーと共演した。同作は比較的好意的な評価を得ており、国内興行収入は5億4,000万ルピーを記録した。2014年にA・R・ムルガダースの『Holiday: A Soldier Is Never Off Duty』に出演し、同作は10億ルピー以上の興行収入を記録した。また、批評家からも高く評価されている。同年11月に『The Shaukeens』で本人役で出演した。2015年初旬に『Baby』『ガッバル再び』に出演した。同年8月に『ブラザーズ』、10月に『Singh Is Bliing』に出演している。

### 2016年以降
2016年1月に出演した『エアリフト 〜緊急空輸〜』は興行的な成功を収め、同月6月には『ハウスフル3』に出演した。同年8月に『ルストムの裁判』に出演して複数の映画賞にノミネートされ、20億ルピーを超える興行成績を記録した。同作では国家映画賞 主演男優賞を受賞している。2017年8月にはインドの屋外排泄問題を題材にした『Toilet: Ek Prem Katha』でブーミー・ペードネーカルと共演した。アクシャイはマディヤ・プラデーシュ州でトイレを設置するプロモーションを行った。2018年2月に『パッドマン 5億人の女性を救った男』でソーナム・カプール、ラーディカー・アープテーと共演した。同年11月に『ロボット2.0』でタミル語映画デビューし、ラジニカーントと共演した。
2019年3月にはサラガリの戦いの題材にした『KESARI/ケサリ 21人の勇者たち』でパリニーティ・チョープラーと共演し、20億ルピー以上の興行成績を記録した。同年8月にはマーズ・オービター・ミッションに関わったインド宇宙研究機関の科学者たちを題材にした『ミッション・マンガル 崖っぷちチームの火星打上げ計画』でヴィディヤー・バーラン、タープシー・パンヌ、ニティヤ・メーノーン、シャルマン・ジョーシー、ソーナークシー・シンハーと共演した。同年10月に『ハウスフル4』に出演し、同年12月には『Good Newwz』でカリーナ・カプールと共演した。

## 人物

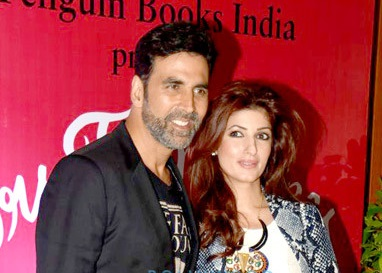
アクシャイ・クマール、トゥインクル・カンナー夫妻

2001年1月17日、アクシャイは2度の婚約を経てトゥインクル・カンナー（ラージェーシュ・カンナーとディンパル・カパーディヤーの娘）と結婚した。彼女との間に1男1女をもうけている。アクシャイは「普通の子供として育って欲しい」という考えから、子供たちをメディアの取材から遠ざけている。
アクシャイは体型維持のためにキックボクシング、バスケットボール、水泳、パルクールを併用して行っている。また空手の指導のために武道学校の開設を目指しており、マハーラーシュトラ州政府からバヤンダールの土地を学校開設のために割り当てられた。2004年にはナショナルジオグラフィックでテレビ番組「Seven Deadly Arts with Akshay Kumar」を開設した。2005年には剛柔流の黒帯を取得している。
カナダと密接な交流をしており、ウィンザー大学から名誉博士号を授与され、同国の市民権も取得している。ただし、インドでは二重国籍が禁止されているため在印カナダ人という扱いになっており、カナダのオリンピック聖火ランナーの一人に選ばれている。2019年12月にカナダ市民権を放棄する意思を表明した。彼はこれについて「私はインドのパスポートを申請しました。私はインド人であり、毎回そのことを証明するように言われるのは辛いのです。私の妻と子供はインド人です。私はインドで納税し、私の人生はインドにあるのです」と語っている。2023年8月15日に正式にインド国籍を取得し、同時にカナダ国籍を放棄したことを発表した。
敬虔なシヴァ派ヒンドゥー教徒であり、ヴィシュノ・デヴィ・マンディア寺院などのインド各地の寺院を定期的に訪れている。また、絶対禁酒主義者でもあるが、かつては特定の酒類ブランドを愛好していた。受け取っている出演料の大半はダーナに費やしており、サルマン・カーンが設立した慈善団体に500万ルピーを寄付している。2013年時点で、アクシャイはボリウッドで6年連続高額納税者に選ばれていた。

## フィルモグラフィー
- ブラインド・ミッション（2002年）
- 恋する輪廻 オーム・シャンティ・オーム（2007年）
- チャンドニー・チョーク・トゥ・チャイナ（2009年）
- スタローン in ハリウッド・トラブル（2009年）
- ハウスフル（英語版）（2010年）
- デリーに行こう!（2011年）
- ハウスフル2（英語版）（2012年）
- オーマイゴッド 〜神への訴状〜（英語版）（2012年）
- スペシャル26（英語版）（2013年）
- ワンス・アポン・ア・タイム・イン・ムンバイ2（英語版）（2013年）
- ガッバル再び（2015年）
- ブラザーズ（英語版）（2015年）
- エアリフト 〜緊急空輸〜（英語版）（2016年）
- ハウスフル3（英語版）（2016年）
- ルストムの裁判（英語版）（2016年）
- パッドマン 5億人の女性を救った男（2018年）
- ロボット2.0（2018年）
- KESARI/ケサリ 21人の勇者たち（2019年）
- ミッション・マンガル 崖っぷちチームの火星打上げ計画（2019年）
- ハウスフル4（英語版）（2019年）

## 受賞歴
これまでにフィルムフェア賞を2回受賞、13回ノミネートされており、国家映画賞を1回受賞している。2009年にインド政府からパドマ・シュリー勲章を授与され、2011年にはアジアン・アワードの特別功労賞を受賞している。